# 伊富高省

伊富高省

伊富高省（英語：Ifugao Province），是一個位於菲律賓呂宋島的內陸省份。首府為拉加維。

根據地圖顯示方位，其位於呂宋島的北部，向北的位置為高山省；向西的位置為本格特省；向東的位置為伊莎貝拉省；向南的位置則是面對新比斯開省。

## 簡介
- 隸屬地區：科迪勒拉行政區
- 時區：GMT+8
- 使用語言：英語、他加祿語、Ifugao、Ilokano
- 人口：180,711人[1]
- 面積：2,628.2平方公里